# Forrásy Ferenc
Forrásy Ferenc, névváltozat: Forrássy,  1862-ig Studnicska (Ocsova, 1854. május 13. – Budapest, 1916?) jogi doktor.

## Élete
Apja a herceg Esterházy-féle uradalom gazdatisztje volt. A gimnáziumot Tatán, Budapesten és Esztergomban, jogi tanulmányait pedig a budapesti egyetemen végezte és 1878-ban jogi és államtudományi doktorrá avattatott. A joggyakorlatot mint ügyvédjelölt s (1882. október 1-től 1884. március 1-ig) mint bírósági joggyakornok a király ítélőtáblánál a fővárosban töltötte; a joggyakorló (patvarista) ifjúság köre elnökének választotta. Vajkay Károly elnök őt nagyobb szabású bűnügyek (pl. a tiszaeszlári hulla, Majláth György országbíró meggyilkoltatása sat.) előadásánál tanácsjegyzőül alkalmazta. Innen 1884 márciusában a soproni királyi törvényszékhez jegyzővé, 1885-ben az ottani királyi járásbírósághoz albíróvá neveztetett ki. 1886-ban ismét visszajött a fővárosba, ahol a VIII-IX. kerületi királyi járásbíróságnál mint albíró működött. 1892. decembertől a budapesti királyi kereskedelmi és váltótörvényszék bírája volt. 1916 júliusában egészségi állapota miatt nyugdíjba vonult, majd 1916 szeptemberében szolgálata elismeréséül a Lipót-rend lovagkeresztjét kapta.
Irodalomtörténeti cikkei: Baróti Szabó Dávid emlékezete (Magyarország és a Nagyvilág 1876. 44. sz. ezen lapban néhány lírai és leíró költeménye is megjelent névtelenül). Lilla, irodalomtörténeti rajz (Főv. Lapok 1882.)